# Albert Borguny i Castelló
Albert Borguny i Castelló (Palma, 1707-1770), va ser un escultor, pintor, gravador i escriptor mallorquí.
Va ser frare llec del Convent de Sant Domingo de Ciutat. En el camp de l'escultura es dedicà, sobretot, a l'arquitectura de retaules, el més important dels quals és el de l'altar major de l'església de Santa Eulària de Palma. Va fer els retaules de l'església parroquial de Santa Maria del Camí (1762), Santa Eugènia, Binissalem i per la capella del Roser de la parròquia d'Algaida (1742). A l'església dels Sagrats Cors (Sant Gaietà) de Ciutat s'hi conserva un retaule de la Puríssima procedent del Convent de Sant Domingo. Se li atribueixen els retaules majors de la Missió de Ciutat i de Sant Pere de Sencelles. Reformà la decoració pictòrica i escultòrica de la capella del Roser de Sant Domingo, la qual cosa li comportà fortes crítiques d'autors com Jovellanos i Josep Maria Quadrado. Igual opinió crítica va merèixer l'armadura que va fer pel famós orgue del convent de Sant Domingo bastit per Jordi Bosc Bernat que es troba a l'església parroquial de Santanyí. La Coronació de la Verge depositada al Museu de Mallorca és una de les poques pintures que se'n conserven. Considerat el millor gravador mallorquí del segle xviii, és autor de diverses iconografies com la Immaculada, la Mare de Déu, Ramon Llull, sants, escuts i monedes.
Conrà la poesia satírica de tall popular i les seves glosades foren populars a Mallorca. Escriví S'alicorn de Sant Domingo, Breu i sustancial notícia de los enormes delictes d'un famosíssim gat, Sentenciat a mort sens apel·lació, Drama de Sant Cayetano, Ehortació a la família gatera. També va escriure dos drames religiosos: Comèdia gloriosa del gloriós Sant Cayetano i El poder de Cayetano.